# Markt (Alsfeld)
Der Markt ist der bedeutendste Platz der hessischen Stadt Alsfeld, deren Zentrum er bildet.
Er ist bekannt durch seine beeindruckende Architektur. Als Platz ohne Kirche, wurde der Markt als rein politisches Zentrum konzipiert und befindet sich südwestlich des Kirchplatzes mit der Walpurgiskirche.

## Gebäude

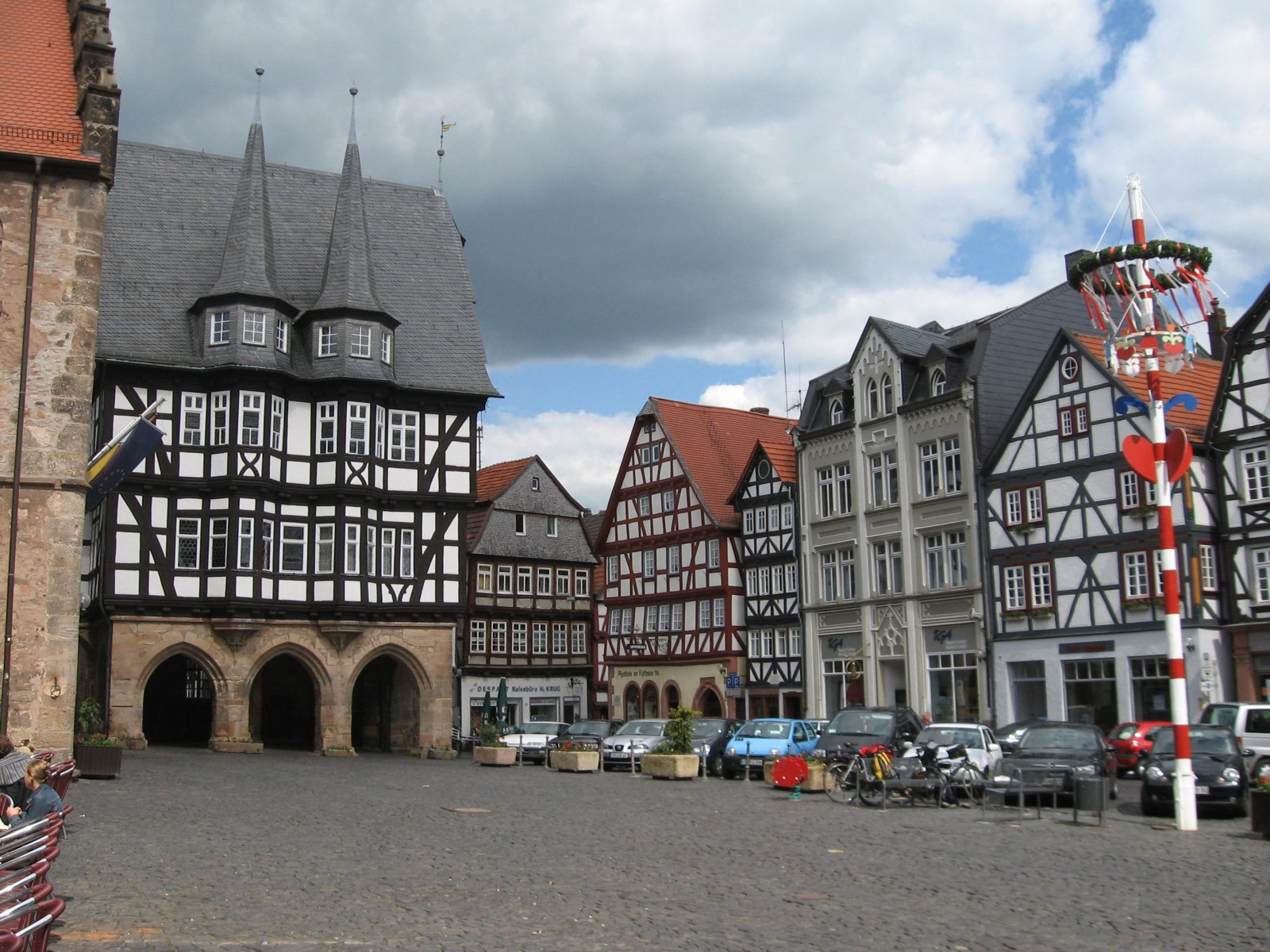
Marktplatz mit Rathaus und Hotel zum Schwanen (2006)

Mit dem Bau des neuen Rathauses wurden dann auch die Impulse für eine architektonische Gestaltung des Platzes gegeben. Es bildet mit dem Hochzeitshaus und dem Weinhaus die Trilogie aus der Blütezeit der Stadt. Weitere Gebäude sind das Stumpf-Haus, die Apotheke am Rathaus und das Haus Bücking. 1883–1885 wurde das Gasthaus „Zum Schwanen“ am Markt abgerissen und durch ein gleichnamiges Hotel im neugotischen Stil ersetzt.

## Geschichte
Während der Amtszeit des Bürgermeisters Gerhard Ramspeck im frühen 19. Jahrhundert wurde eine ambitionierte Stadterneuerung begonnen, etwa durch Baumpflanzungen und Parkanlagen. Die Altstadt war nach der Blütezeit verkommen, teilweise dienten Grundstücke nur noch zur Nutztierhaltung, Vieh wurde durch die Stadt getrieben. Der Stadtrat beschloss den Abriss des Rathauses. Die Reaktion war, dass erstmalig in Hessen Denkmalschutz ein Thema wurde, das Rathaus gar saniert wurde, und schließlich die nachträglich verputzten Fassaden am Platz wieder freigelegt wurden. Zierfachwerk und Sandsteinarbeiten sind seither wieder sichtbar. In jener Zeit wurde auch der Markt neu gepflastert.
Einstmals stark befahren, befanden sich früher etwa Lebensmittelgeschäfte und später Bankfilialen am Platz. Ältester Gewerbebetrieb dürfte die seit 1665 betriebene Apotheke sein.

## Veranstaltungen

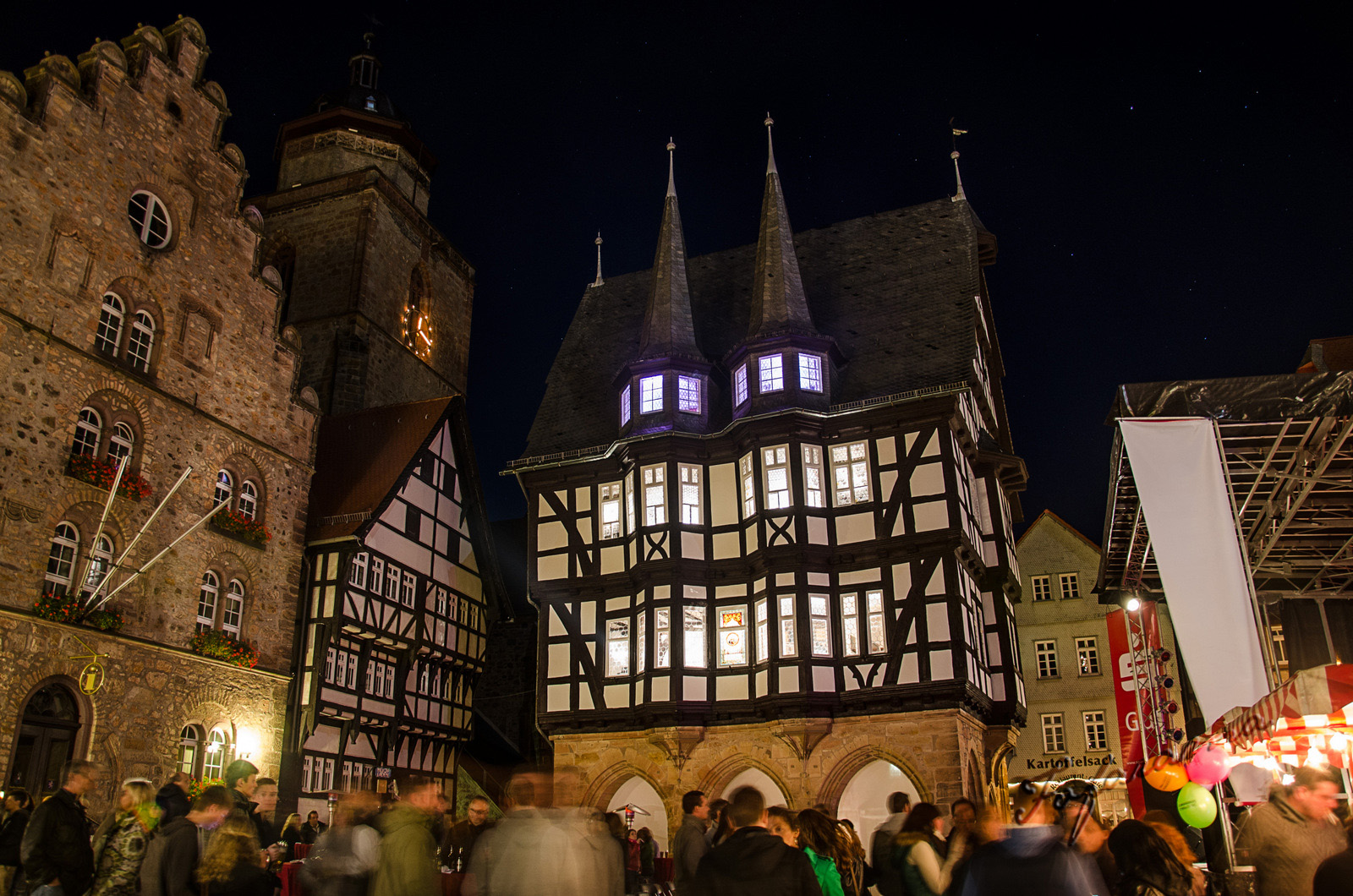
Ein Konzert (2012)

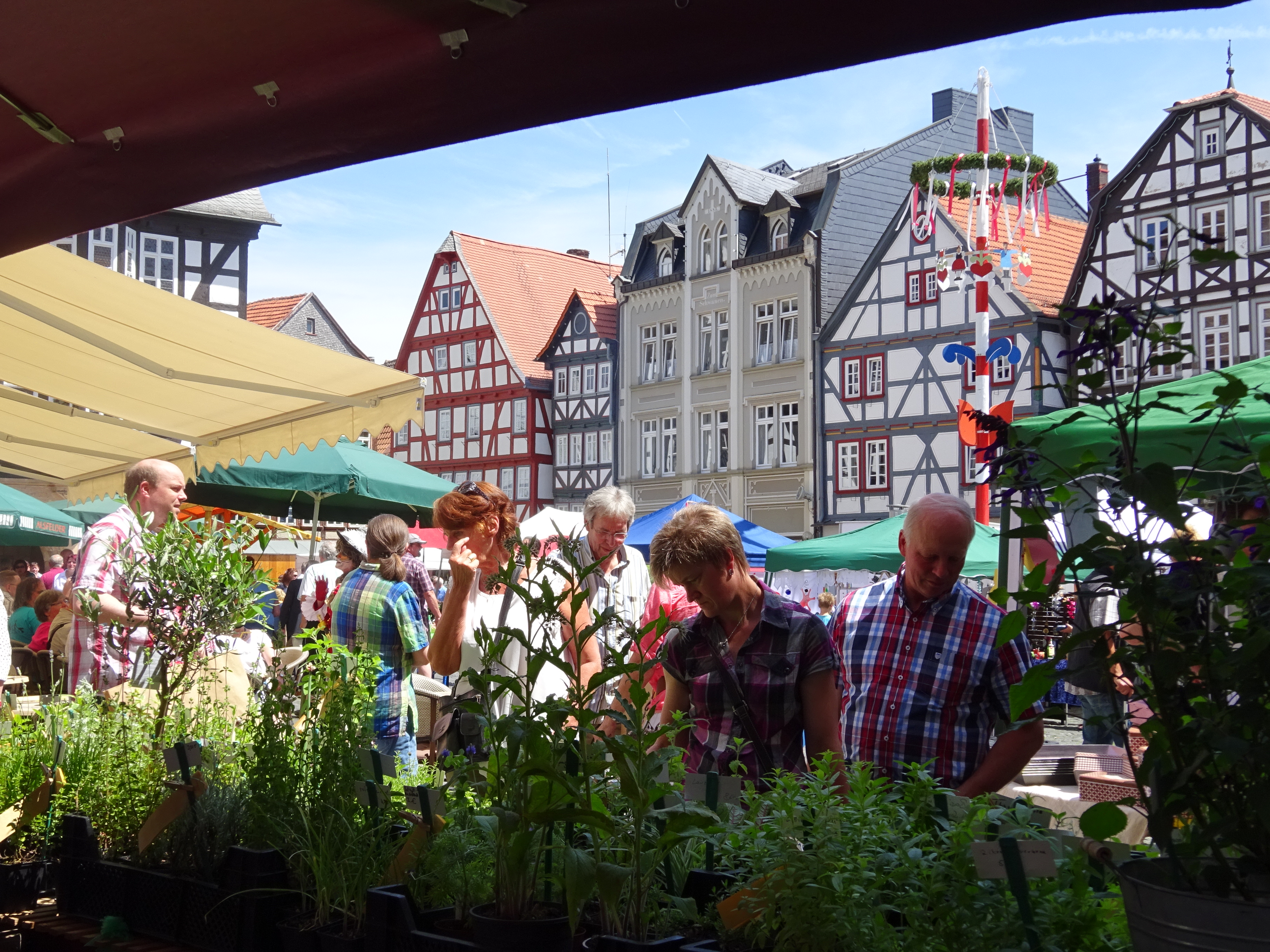
„Kräuter- und Märchentag“ (2015)

Es finden viele Veranstaltungen am Markt statt, darunter welche des täglichen Bedarfs, wie auch welche rein festlichen Charakters. Darunter der Alsfelder Wochenmarkt und der Feierabendmarkt. Die älteste Veranstaltung ist der jährlich stattfindende Pfingstmarkt, die 1545 erstmals auf dem Platz stattfand. Von 1954 bis 2008 wurde der Alsfelder Akademische Frühschoppen veranstaltet.